# Маргарете Трестль
Маргарете Трестль (нім. Margarete Tröstl; 26 лютого 1911 — 17 січня 2025) — австрійська довгожителька, вік якої підтверджений Групою геронтологічних досліджень (GRG) та Групою LongeviQuest (LQ). На день смерті була найстарішою живою людиною в Австрії, 6-ю найстарішою живою в Європі та 14-ю найстарішою живою у світі. Її вік становив 113 років, 326 днів.

## Біографія
Маргарете Трестль народилася 26 лютого 1911 року в Гмюнд, Австрія. Після закінчення школи кілька років працювала асистенткою в туристичній фірмі. Згодом 35 років працювала на заводі групи компаній Henkel.
Трестль була одружена та мала лише єдиного сина.
Її батько помер у віці 104 років. До глибокої старості Трестль господарювала переважно самостійно. У 2014-му, у віці 103 років, вона переїхала до будинку для людей похилого віку в Шремсі, Нижня Австрія, де проживала до смерті у віці 113 років, 326 днів.

## Рекорди довгожителя
- 11 листопада 2022 року після смерті 114-річної Луїзи Помпе, вона стала найстарішою живою людиною в Австрії[9].